# خطر قلب
خطر قلب (به انگلیسی: A Hazard of Hearts) فیلمی تلویزیونی محصول سال ۱۹۸۷ و به کارگردانی جان هاف است. در این فیلم بازیگرانی همچون دایانا ریگ، ادوارد فاکس، هلنا بونهام کارتر، فیونا فولرتن، استوارت گرانجر، آنا مسی، آیلین اتکینز، گرت هانت و رابرت ادی ایفای نقش کرده‌اند.